# Mala Savica
Mala Savica je hudourniški potok, ki izvira v ostenju Komarče nad Bohinjskim jezerom. V bližini Koče pri Savici se združi s potokom Velika Savica, ki tvori enega najbolj znanih slapov v Sloveniji: slap Savica. Od tod dalje tečeta pod skupnim imenom Savica, ki se v Ukancu izliva v Bohinjsko jezero.